# Dariusz Kwiatkowski (duchowny)
Dariusz Kwiatkowski – polski duchowny, teolog, dr hab. nauk teologicznych, profesor uczelni i kierownik Zakładu Teologii Praktycznej Wydziału Teologicznego Uniwersytetu im. Adama Mickiewicza w Poznaniu.

## Życiorys
W 1999 r. obronił pracę doktorską pt. Skutki sakramentu namaszczenia chorych według Ordo Unctionis Infirmorum i Katechizmu Kościoła Katolickiego. W odniesieniu do źródeł historycznych i liturgicznych, której promotorem był dr Antolin Gonzalez Fuente, w 2011 r. habilitował się na podstawie pracy zatytułowanej Święty Józef - patron Kościoła naszych czasów. Waloryzacja kultu św. Józefa w Diecezji Kaliskiej w świetle soborowego i posoborowego nauczania Kościoła.  Został zatrudniony na stanowisku adiunkta w Zakładzie Liturgiki i Homiletyki na Wydziale Teologicznym Uniwersytetu im. Adama Mickiewicza.
Pełnił funkcję pełnomocnika dziekana w Sekcji w Kaliszu – Wyższego Seminarium Duchownego Diecezji Kaliskiej Wydziału Teologicznego Uniwersytetu im. Adama Mickiewicza w Poznaniu.
Jest profesorem uczelni i kierownikiem w Zakładzie Teologii Praktycznej na Wydziale Teologicznym Uniwersytetu im. Adama Mickiewicza w Poznaniu, a także członkiem Rady Dyscypliny Naukowej – Nauk Teologicznych Uniwersytetu im. Adama Mickiewicza w Poznaniu.